# Faradaya lehuntei
Faradaya lehuntei là một loài thực vật có hoa trong họ Hoa môi. Loài này được (Horne ex Baker) A.C.Sm. mô tả khoa học đầu tiên năm 1978.